# 正木基
正木 基（まさき・もとい、1951年 - ）は、日本のキュレーター、美術評論家。

## 経歴
東京都出身。和光大学卒業。北海道立近代美術館、目黒区美術館に学芸員として勤務。東京藝術大学美術学部先端芸術表現科で非常勤講師。キューバ出身アーティストのプロデュース活動に従事。

## 企画
- 「難波田龍起展」（1982年）
- 「戦後文化の軌跡1945-1995」展（1995年）
- 「石内都展 ひろしま/ヨコスカ」（2008年）
- 「‘文化’資源としての〈炭鉱〉展」（2009年/美連協大賞受賞）
- 「林静一展」（2014年）
- 「石仏の美－佐藤宗太郎写真展」（2018年）
- 「深井克美展」

## 編集
- 『オリオン 深井克美☆全画業』（現代企画室）